# قهوة المواردي (فلم)
قهوة المواردي هو فيلم مصري عرض عام 1981، بطولة فريد شوقي ونبيلة عبيد ويوسف شعبان وفاروق الفيشاوي، ومن إخراج هشام أبو النصر.

## قصة الفيلم
يخرج حسنين أبو سنة من السجن بعد ارتكابه جريمة قتل، وتنتاب المخاوف أهل الحارة من عودته لسطوته وجبروته، ويستحوذ على سلسلة من المحال التجارية، وينجح أبو سنة في إقناع غباشة بتأجير شقته مفروشة للثري العربي رضوان، ويعمل الصحافي أحمد على تسجيل ما يطرأ على الحي من تغيير في مقالاته، ويعجب سفروت بفراولة التي تصده، لذا يتمرد على العمل في مقهى أبيها المواردي، ويتزوج المواردي من عشيقته رجاء بعد أن يتعرض للمشاكل مع أبو سنة.

## طاقم التمثيل
- فريد شوقي: (إبراهيم المواردي)
- نبيلة عبيد: (فراولة)
- يوسف شعبان: (حسنين أبو سنة)
- فاروق الفيشاوي: (أحمد)
- مها عثمان: (وردة)
- ممدوح عبد العليم: (شعبان)
- فريد محمود: (ممدوح)
- نادية زغلول: (رباب)
- عبد السلام محمد: (سفروت)
- حسن حسني: (غباشي)
- إبراهيم نصر: (محمود)
- نعيمة الصغير
- حافظ أمين: (عبد المنجد)
- فاروق فتح الله
- علية عبد المنعم: (هنية)
- هدى عبده
- قدرية كامل: (أم مبارك)
- مجدي صبحي
- عباس منصور: (فلفل)
- محمود الحفناوي
- محمود جاد الله
- محمود عامر
- ممتاز العجمي
- هشام أبو النصر
- هريدي عمران
- ثريا عز الدين: (زوبة)
- صالح العويل
- محمد محمود
- نعمات عبد الناصر
- أحمد العضل
- حلمي الغمراوي

## فريق العمل
- إخراج: هشام أبو النصر
- قصة: محمد جلال
- سيناريو وحوار: محسن زايد
- مدير التصوير: عبد المنعم بهنسي
- مونتاج: فتحي داود
- موسيقى تصويرية: علي سعد
- إنتاج: أفلام أبو النصر
- توزيع: مصر للتوزيع ودور العرض السينمائي
- توزيع خارجي: الشركة اللبنانية للتجارة والاستثمار السينمائي (صبّاح إخوان)